# Pendulum: Live at Brixton Academy
Live at Brixton Academy es el primer álbum en vivo lanzado por la banda de rock electrónico/drum and bass Pendulum, grabado en vivo en el famoso Brixton Academy en Londres. Fue producido por Mike Downs y dirigido por Paul Caslin, quien también dirigió el video musical "Good Girl Gone Bad" de Rihanna. El álbum estuvo en preventa desde el 8 de junio de 2009, una semana antes del lanzamiento oficial. el 9 de junio se hubo un estreno especial en una sala de cine donde la banda fue anfitriona. Tanto el CD como el DVD contienen el cover de Metallica Master of Puppets.

## Canciones
| CD  |                                  |          |  |
| N.º | Título                           | Duración |  |
| 1.  | «Intro»                          | 1:57     |  |
| 2.  | «Showdown»                       | 5:53     |  |
| 3.  | «Fasten Your Seatbelt»           | 5:50     |  |
| 4.  | «Another Planet»                 | 4:26     |  |
| 5.  | «Voodoo People» (Pendulum remix) | 4:48     |  |
| 6.  | «Propane Nightmares»             | 6:04     |  |
| 7.  | «Blood Sugar»                    | 5:16     |  |
| 8.  | «The Other Side»                 | 5:27     |  |
| 9.  | «Different»                      | 5:57     |  |
| 10. | «Master of Puppets»              | 1:34     |  |
| 11. | «Slam»                           | 4:19     |  |
| 12. | «Hold Your Colour»               | 7:13     |  |
| 13. | «Countdown»                      | 2:19     |  |
| 14. | «Tarantula»                      | 4:58     |  |
| 15. | «Granite»                        | 4:56     |  |
| 16. | «The Tempest»                    | 8:19     |  |

| DVD |                                  |          |  |
| N.º | Título                           | Duración |  |
| 1.  | «Intro»                          | 1:57     |  |
| 2.  | «Showdown»                       | 5:53     |  |
| 3.  | «Fasten Your Seatbelt»           | 5:50     |  |
| 4.  | «Another Planet»                 | 4:26     |  |
| 5.  | «Voodoo People» (Pendulum remix) | 4:48     |  |
| 6.  | «Propane Nightmares»             | 6:04     |  |
| 7.  | «9,000 Miles»                    | 3:51     |  |
| 8.  | «Midnight Runner»                | 6:20     |  |
| 9.  | «Mutiny»                         | 4:42     |  |
| 10. | «Blood Sugar»                    | 5:16     |  |
| 11. | «The Other Side»                 | 5:27     |  |
| 12. | «Different»                      | 5:57     |  |
| 13. | «Master of Puppets»              | 1:34     |  |
| 14. | «Slam»                           | 4:19     |  |
| 15. | «Hold Your Colour»               | 7:13     |  |
| 16. | «Tarantula»                      | 7:17     |  |
| 17. | «Granite»                        | 4:56     |  |
| 18. | «The Tempest»                    | 8:19     |  |
| 19. | «Credits»                        | 1:21     |  |

## Personal
- Rob Swire - Voces, sintetizadores
- Gareth McGrillen - Bajo, coros
- Peredur ap Gwynedd - Guitarra, coros
- Paul Kodish - Batería
- Ben Mount - MC